# Bellefontaine (Martynika)
Bellefontaine – miasto na Martynice (Departament zamorski Francji); 1462 mieszkańców (2007).